# Roxcy Bolton
Roxcy O'Neal Bolton (3 de junio de 1926 – 17 de mayo de 2017) fue una feminista y activista por los derechos civiles estadounidense.

## Carrera
Bolton nació en Duck Hill, Misisipi. Dedicó gran parte de su vida al activismo, iniciando su labor en la década de 1950. Fue muy influenciada por Eleanor Roosevelt después de escuchar su discurso en la Convención Nacional Demócrata de 1956.
En 1966, Bolton ayudó a formar la Organización Nacional de la Mujer de Florida, sirviendo como presidente fundadora del Capítulo de Miami y Vicepresidenta Nacional en 1969. Ese mismo año desafió con éxito la práctica de muchos restaurantes y tiendas de mantener una sección separada "sólo para hombres". En 1971 lideró la primera "marcha contra la violación" de la nación. Reunió a 100 mujeres de negocios, líderes políticas, activistas, amas de casa y algunos hombres y los llevó a través del centro de Miami hasta el juzgado. En 1972 fundó Women in Distress, un refugio para mujeres maltratadas y sin hogar.
También en 1972, animó al presidente Richard Nixon para que emitiera una proclamación en honor del Día de la Igualdad de la Mujer, algo que se concretó. Más adelante lideró el proyecto para crear el Parque de la Mujer en Miami, sitio que abrió en 1992 como el primer espacio al aire libre en América en honor a las mujeres líderes pasadas y presentes. Bolton sufrió un derrame cerebral en 1998 que frenó su activismo.
En 1976, Bolton abandonó NOW debido a la creación de un grupo de lesbianas. Sostuvo la idea de que la organización y sus miembros tenían «responsabilidades para con la familia y los niños».
A Bolton también se le atribuye la apertura del influyente y político Tiger Bay Club para las mujeres. En otro esfuerzo pionero, inició el Programa de Rehabilitación para Jóvenes Prostitutas en el Condado de Miami-Dade. El programa ofrecía oportunidades educativas a las prostitutas encarceladas e intentaba mantener a las mujeres fuera de las calles y alejadas de las drogas.
En su carrera como activista luchó por una variedad de temas, entre ellos la lucha contra la violación, el cambio de nombre de los huracanes, la igualdad de remuneración, la lactancia pública, el acceso de las mujeres a las academias militares, el fin de la publicidad sexista, la licencia de maternidad, el fin de la segregación y un mejor tratamiento de los refugiados.

## Vida personal
Estuvo casada con David Bolton, con quien tuvo cuatro hijos.[cita requerida]

### Fallecimiento y legado
Bolton murió en la mañana del 17 de mayo de 2017 en el Hospital de Coral Gables, Florida, a la edad de 90 años.
Fue incluida en el Salón de la Fama de las mujeres de Florida en 1984 por "obligar a la policía y a los fiscales a hacer del delito de la violación una prioridad".